# Alain Le Guyader
Pour les articles homonymes, voir Guyader.
Ne doit pas être confondu avec Alain Guyader.
Alain Le Guyader est philosophe et sociologue français, maître de conférences à l'université d'Évry.
Membre de l'Union démocratique bretonne à la fin des années 1960, il en est exclu lors de la « crise gauchiste » du début 1970. Il participe alors à la création de la taupe bretonne (Ed. Champ Libre), revue antinationaliste proche des situationnistes. 
Universitaire, il est membre du « Centre de recherches et d'études sur les droits de l'Homme et le droit humanitaire » à l'Université de Paris-Sud et du « Centre Léon Duguit » de l'Université d'Évry.
Membre du comité de rédaction de la Revue en ligne : Grotius International - Géopolitiques de l'humanitaire et animateur de Campus humanitaire et solidaire.
Il y a créé et dirigé l'IUP Administration et Développement territorial, et le Master : Coopérations et Solidarités Internationales.
Il enseigne aussi à l'Université de Dschang - Cameroun (codirection du Master : Droits de l'Homme, Droit humanitaire et Droit pénal international) et à l'Université Cheikh Anta Diop de Dakar -Sénégal (codirection du Master : Citoyenneté, Droits de l'Homme, Action Humanitaire). Il a mené également des missions de coopération décentralisée dans plusieurs pays d'Afrique subsaharienne.
Il a créé et codirigé deux collections : La nation en question (10/18) et Histoire et Emancipation (Arcantère).
Alain Le Guyader a été vice-président et administrateur de l'Université d'Évry-Val d'Essonne.
Il est également conférencier et consultant.

## Publications
- Contributions à la critique de l'idéologie nationale, Editions 10/18, 1978

"Revendication démocratique et projet révolutionnaire"
"Sur le sens de ce qui se vit et se cherche dans les quartiers populaires"
"Mondialisation et citoyenneté"
"Ethique et Droits de l'Homme"
"La question philosophique d'un noyau dur des Droits de l'Homme"
"Une problématique philosophique des Droits de l'Homme"
- « Éthique, autorité et bien commun », in : Rey (J.F.) (sous la direction de), Politique et responsabilité, Paris : L’Harmattan, 2003
- « Ethnie, ethnique, ethnicité : notes sceptiques sur des notions problématiques », in : Panoramiques, 2003
- C.H. de Saint-Simon : naissance de l’intellectuel organique de la société industrielle », in : Mercure (D.) et Spurk (J.) (sous la direction de), Le travail dans l’histoire de la pensée occidentale, Montréal : Presses de l’Université Laval, 2003

"Castoriadis à lire et/ou à relire"
- « Tutelle, autonomie et responsabilité »

"Préjugé, identité et préjudice"
"Les Droits de l'Homme et la question des limites"
- « Ambivalence du droit et paradoxe des Droits de l'Homme selon Jankélévitch] »

"L'imprescriptible! Pardonner? Penser les crimes contre l'humanité avec Jankélévitch"
"À nouveau sur le pardon avec Jankélévitch"
"Afrique et Droits de l'Homme"